# Чурикова, Алла Александровна
Алла Александровна Чурикова (род. 17 апреля 1962) — режиссёр-мультипликатор, работающая в основном в технике песочной анимации.

## Биография
Родилась на ст. Донгузская (посёлок Первомайский) Оренбургской области.
В 1986 году окончила архитектурный факультет Киевского инженерно-строительного института, а затем курсы художников-мультипликаторов при киностудии «Укранимафильм» (руководитель — Евгений Сивоконь), где работала до 1995 года. С 2000 года живёт в Германии.
С 2006 года руководит также художественной  школой «Wunderland», преподаёт в Filmakademie Baden-Württemberg и Technische Hochschule Deggendorf, проводит семинары по песочной анимации.
Фильм «Никози 2008» рассказывает об уничтожении храма XI века в грузинском селе Никози во время русско-грузинской войны 2008 года.
Для документального сериала «Mode, Mädchen und ein Mann» и фильма «Hexe Lilli II» выполнила анимационную заставку, а для фильма «Русская дискотека» – анимационную  заставку, финальные титры и одну сцену.

## Фильмография
- 1987 — Друзья мои, где вы? (художник-мультипликатор)
- 1995 — Сказка про богиню Макошь (художник-мультипликатор)
- 1996 — E=mc2 (режиссёр, сценарист и художник-мультипликатор)
- 1998 — Отец (художник-мультипликатор и художник-постановщик)
- 1999 — Как у нашего Омелечка небольшая семеечка (укр. Як у нашого Омелечка невеличка сімеєчка)
- 2001 — Passion fatale
- 2003 — Die Eisbaderin
- 2008 — Für Mathilde
- 2011 — Frosch, Hase und das rote Telefon
- 2012 — Emilie
- 2013 — Nikozi 2008
- 2015 — Eine kleine Dickmadam
- 2019  — Ural

## Участие в фестивалях и конкурсах
На IV Международном кинофестивале «Крок» в 1997 году фильм «Е = mс²» получил призы «За творческий поиск» и «За лучший дебют», а на фестивале «Молодость» в 1998 году — диплом жюри.

На международном фестивале документальных и короткометражных фильмов в Бильбао фильм «Роковая страсть» (Passion fatale) был удостоен награды SILVER MIKELDI, а на международном фестивале мультипликационных фильмов «КРОК-VIII» стал фаворитом конкурсного жюри.
Фильм «Die Eisbaderin» на фестивале 14. FilmKunstFest Schwerin получил Приз Федеральной земли Мекленбург — Передняя Померания.
Фильм «Für Mathilde» в октябре 2009 года на фестивале молодых режиссёров в Гранаде, Испания, завоевал главный приз в категории «мультипликация».